# Cal Peirot
Cal Peirot és una masia del Sant Joan de Montdarn, al municipi de Viver i Serrateix (Berguedà) inclosa en l'Inventari del Patrimoni Arquitectònic de Catalunya.

## Descripció
Masia orientada al SE del tipus II segons la classificació de J. Danés, amb coberta a doble vessant i el carener perpendicular a la façana. Consta de planta i pis i golfes i es troba ampliada per un dels laterals, fet que li dona un aspecte basilical. La porta és adovellada d'arc de mig punt i la resta d'obertures són allindanades. Al cantó esquerre hi ha un gran arc de mig punt cegat. Es troba en força mal estat.

## Història
En el Fogatge de 1553 apareix esmentat a Montdarn en Pere Peyrot.